# Геологія Ірану
Геологічна будова Ірану.
Територія Ірану розташована в межах Середземноморського складчастого пояса. В центральній частині виділяється серединний епібайкальський масив з довендською складчастою основою і венд-фанерозойським осадовим чохлом, на якому розташовані родовища руд міді, поліметалів, заліза, кам. вугілля.
У накладених на масив западинах (Деш-те-Кевір та інш.) розвинені червоноколірні лагунно-континентальні уламкові і соленосні товщі олігоцен-міоценового віку. На півночі розташовані Ельбурс-Біналудська, Копетдагська і Ельбурська системи мезозойсько-ранньопалеогенових геосинклінальних прогинів.
На півдні та заході — складчасті системи Загроса і Сенендедж-Сирджанська. Перша являє собою міогеосинклінальний прогин венду-палеогену, де в пізній крейді та міоцені розвинулась складчастість і орогенез. Друга — геосинклінальний прогин, виконаний карбонатно-теригенними і вулканогенними серіями юри-крейди. Вздовж півд.-західної межі серединного масиву і цих складчастих зон розташовується кайнозойський вулкано-плутонічний пояс Урмія-Дохтер, що простежується більш ніж на 1000 км. Цей пояс складений в основному континентальними андезит-дацит-ліпаритовими серіями з плутонами гранітоїдів.
Вздовж кордонів Афганістану і Пакистану розташована Східно-Іранська складчаста система — евгеосинклінальний прогин, заповнений офіолітовими і флішевими утвореннями крейди-еоцену.
Сейсмічність. Район Ірану високосейсмічний. Тільки у XX ст. під час 22 найсильніших землетрусах (9 балів і вище) тут загинули 73 000 чол. У грудні 2003 р. під час руйнівного землетрусу загинуло понад 70 000 чол.